# Migdal-Eder
Migdal-Eder – utożsamiane z Sijan al-Ghanam miejsce biblijne, zlokalizowane na południowy zachód od Jerozolimy. Według Księgi Rodzaju (Rdz 35,21) w Migdal-Eder przebywał Jakub po śmierci Racheli. W Septuagincie obszar zlokalizowany jest pomiędzy Bet-El a miejscem pochówku drugiej małżonki Jakuba. Miszna podaje, że w Migdal-Eder ma się objawić Pomazaniec, zaś Euzebiusz z Cezarei w swoim Onomasticon utożsamiał Migdal-Eder z Polem Pasterza, znajdującym się w odległości około 2,5 km od Betlejem.